# Xã Washington, Quận Butler, Pennsylvania
Xã Washington (tiếng Anh: Washington Township) là một xã thuộc quận Butler, tiểu bang Pennsylvania, Hoa Kỳ. Năm 2010, dân số của xã này là 1.300 người.